# Baltimore Comets
Los Baltimore Comets fueron un equipo de fútbol de los Estados Unidos que formaron parte de la North American Soccer League, la desaparecida liga de fútbol más importante del país.

## Historia
Fue fundado en el año 1974 en la ciudad de Baltimore, Maryland y al principio jugaron en el Memorial Stadium y también contaron con una sección en fútbol indoor, aunque esta sección solamente jugó en la temporada de 1975.
En la temporada de 1975, los comets fueron desalojados del Memorial Stadium por no pagar en alquiler del inmueble, por lo que se mudaron al estadio de la Universidad de Towson y tener como sede el Johnny Unitas Stadium.
Esa fue la última temporada del equipo, ya que la franquicia se mudó al final de la temporada a San Diego, California para crear al San Diego Jaws.

## Temporadas
| Año  | Liga        | G  | P  | E | Pts | Temporada Regular | Playoffs                                              |
| ---- | ----------- | -- | -- | - | --- | ----------------- | ----------------------------------------------------- |
| 1974 | NASL        | 10 | 8  | 2 | 105 | 2º División Este  | Eliminado en cuartos de final (ante Boston Minutemen) |
| 1975 | NASL indoor | 0  | 2  | — | 0   | 3º Región 3       | No Clasificó                                          |
| 1975 | NASL        | 9  | 13 | — | 87  | 5º División Este  | No Clasificó                                          |